# Crassitibia
Genre
Crassitibia est un  genre fossile d'araignées aranéomorphes de la famille des Zarqaraneidae.

## Distribution
Les espèces de ce genre ont été découvertes dans de l'ambre de Birmanie. Elles datent du Crétacé.

## Liste des espèces
Selon The World Spider Catalog 19.5 :
- † Crassitibia baculum Wunderlich, 2018
- † Crassitibia longispina Wunderlich, 2015
- † Crassitibia tenuimana Wunderlich, 2015

## Liste des genres de la famille Zarqaraneidae
Selon The World Spider Catalog 19.5 :
- † Alteraraneus Wunderlich, 2018
- † Burmaforceps Wunderlich, 2018
- † Converszarqaraneus Wunderlich, 2018
- † Cornicaraneus Wunderlich, 2018
- † Crassitibia Wunderlich, 2015
- † Curvitibia Wunderlich, 2015
- † Groehnianus Wunderlich, 2015
- † Hypotheridiosoma Wunderlich, 2012
- † Microproxiaraneus Wunderlich, 2018
- † Parvispina Wunderlich, 2015
- † Paurospina Wunderlich, 2018
- † Proxiaraneus Wunderlich, 2018
- † Ramozarqaraneus Wunderlich, 2018
- † Spinicymbium Wunderlich, 2018
- † Zarqaraneus Wunderlich, 2008

## Publication originale
- (en) Wunderlich, 2015 : On the evolution and the classification of spiders, the Mesozoic spider faunas, and descriptions of new Cretaceous taxa mainly in amber from Burmese (Burma) (Arachnida: Araneae). Beiträge zur Araneologie, vol. 9, p. 21–408.